# Orrøya
Orrøya  est une île norvégienne du comté de Hordaland appartenant administrativement à Bømlo.

## Description
Rocheuse et couverte d'une légère végétation, elle s'étend sur environ 992 m de longueur pour une largeur approximative de 331 m. Sa superficie est de 164 515,20 m².